# Eleusa

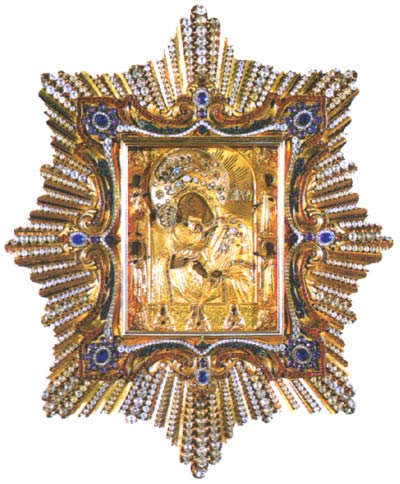
Święta ikona Pani Poczajowa

Eleusa (gr. Ελεούσα od έλεος czułość) – typ ikonograficzny przedstawień Matki Bożej z Dzieciątkiem, ukazujący Marię, która trzyma w ramionach młodzieńczego Chrystusa i pochyla głowę, aby przytulić swój policzek do policzka syna. Chrystus obejmuje ją jedną ręką (często niewidoczną) za szyję, a drugą trzyma w ręce Matki.
Takie przedstawienie obu postaci służy podkreśleniu ich silnego związku uczuciowego.
Typ Eleusa wykształcił się prawdopodobnie w kręgu sztuki koptyjskiej, znany w Bizancjum od IX w., był jednym z najbardziej popularnych przedstawień maryjnych w sztuce wschodniochrześcijańskiej. 
W ikonostasie pięciorzędowym Eleusa może występować zastępczo zamiast Hodegetrii w pierwszym rzędzie po lewej stronie obok królewskich wrót.
Przykładem klasycznej, wzorcowej Eleusy jest ikona Matki Bożej Włodzimierskiej i ikona Matki Bożej Fiodorowskiej, a w polskiej ikonografii rzymskokatolicki ej np. wzorowany na ikonach bizantyjskich obraz Matki Boskiej Węglewskiej.

## Galeria

### Ikony

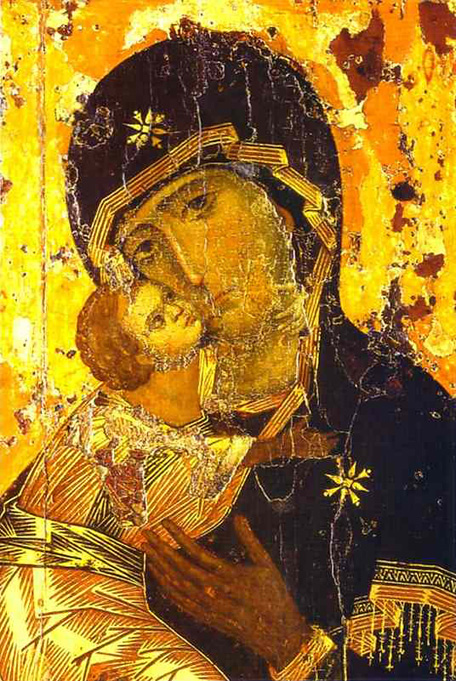
Włodzimierska Ikona Matki Bożej
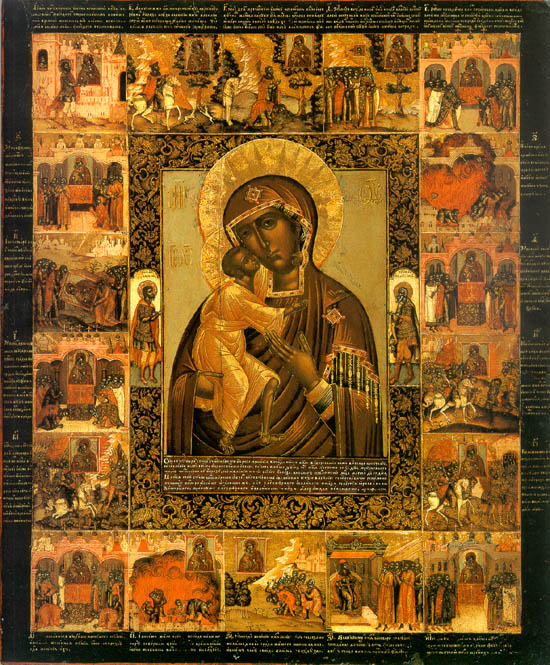
Fiodorowska Ikona Matki Bożej
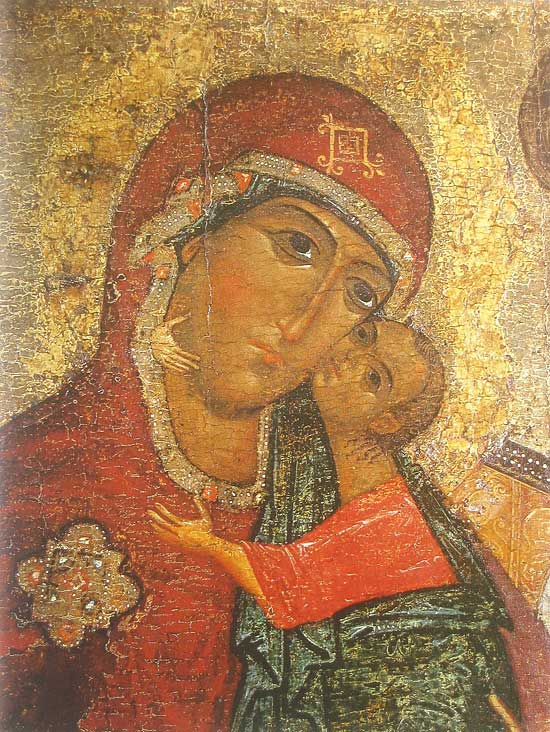
Tołgska Ikona Matki Bożej
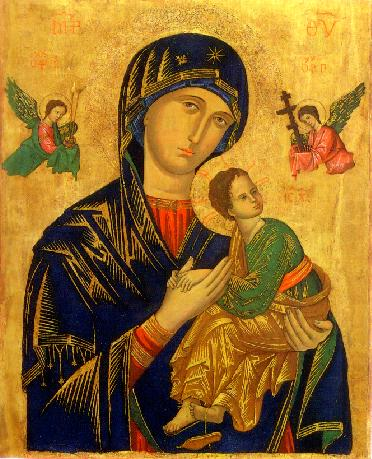
Matka Boża Nieustającej Pomocy

### Przykłady zachodnie

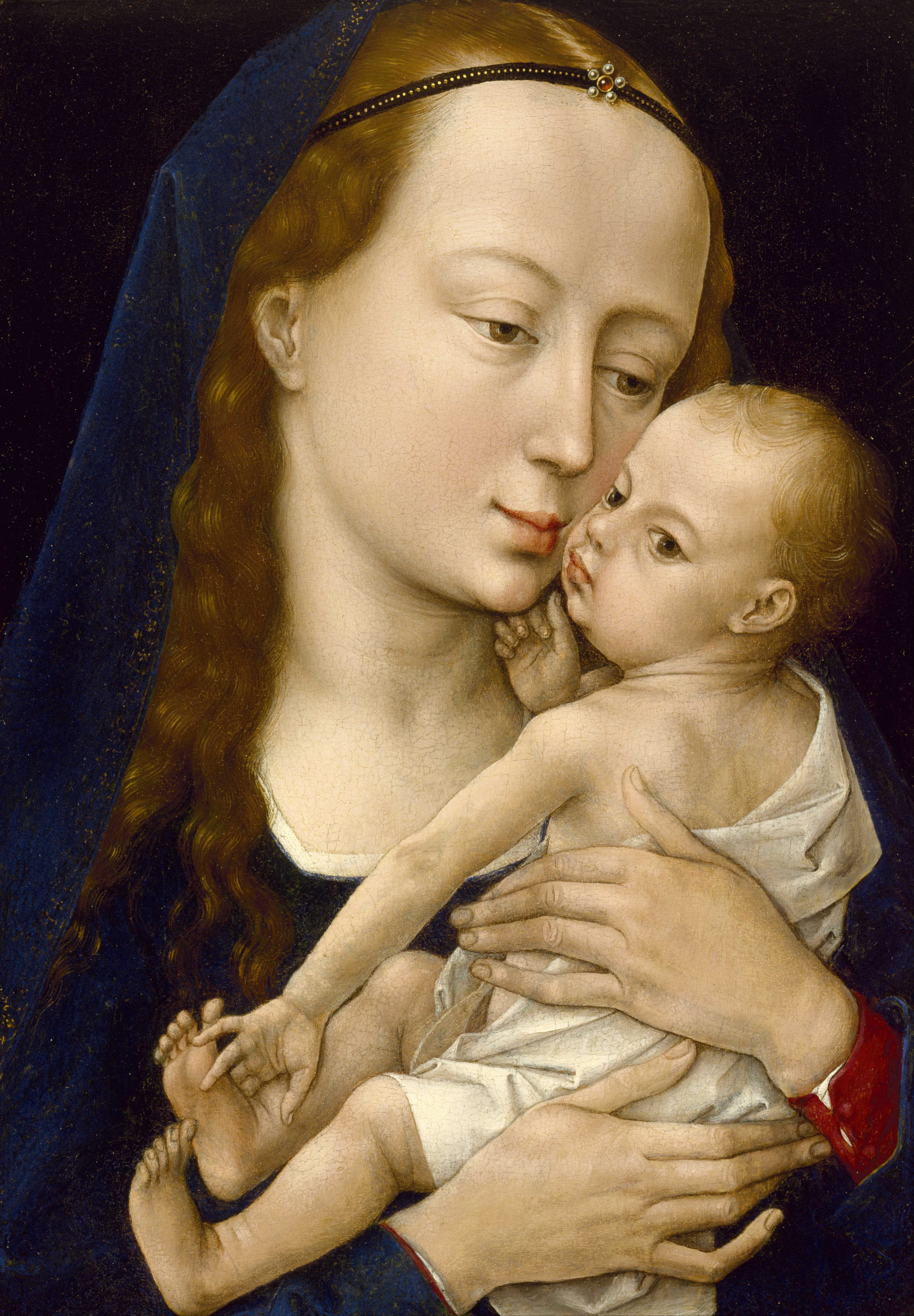
Madonna z dzieciątkiem - Rogier van der Weyden
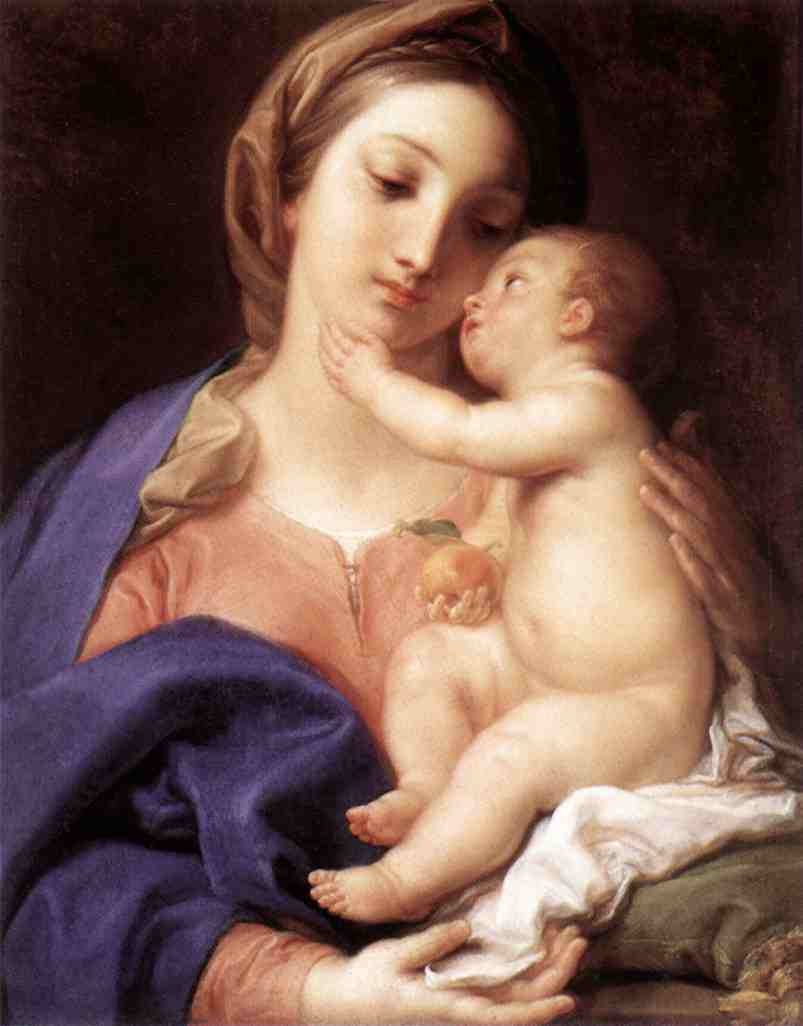
Madonna z dzieciątkiem - Pompeo Batoni
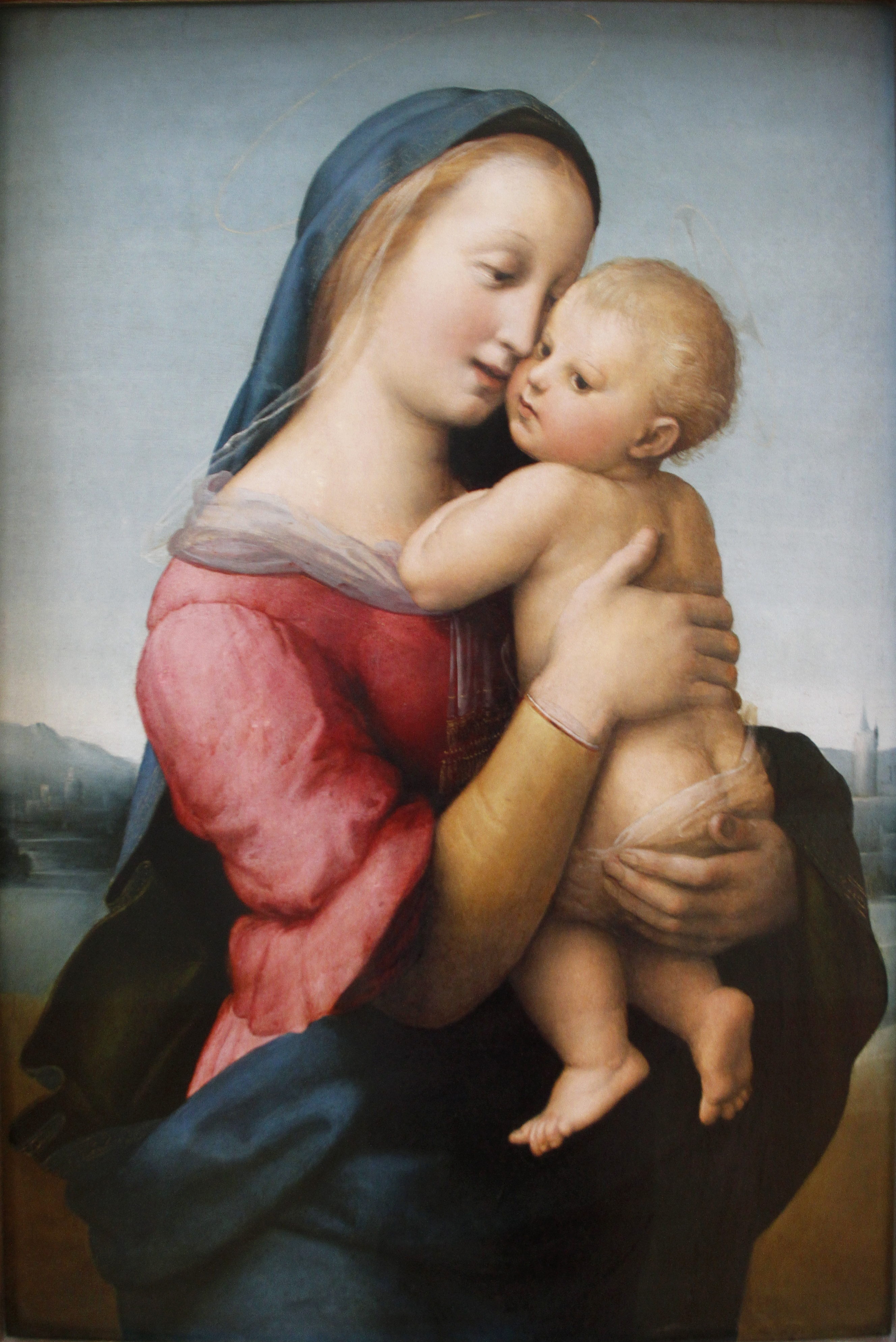
Madonna Tempi - Rafael Santi